# Mavi García
Margarita Victoria García Cañellas, meglio nota come Mavi García (Marratxí, 2 gennaio 1984), è una ciclista su strada ed ex triatleta spagnola che corre per il team Liv AlUla Jayco. Attiva in formazioni UCI dal 2015, è stata più volte campionessa nazionale in linea e a cronometro.

## Carriera
Prima di dedicarsi professionalmente al ciclismo su strada, è stata una duatleta di alto livello, vincendo due medaglie mondiali di specialità.
Attiva nel ciclismo internazionale dal 2015, nel 2016 vince il primo titolo nazionale in linea e partecipa per la prima volta al Giro d'Italia e ai campionati europei. Nel 2017 è quindi convocata per la prima volta ai campionati del mondo. Ottiene le prime vittorie in gare del calendario internazionale UCI nel 2020, aggiudicandosi due tappe al Tour de l'Ardèche; nella stessa stagione è seconda alla Strade Bianche.
Nel 2021 partecipa ai Giochi olimpici di Tokyo e vince il Giro dell'Emilia, mentre nel 2022 è terza nella classifica finale del Giro d'Italia, confermandosi tra le migliori scalatrici.

## Palmarès
- 2016 (Bizkaia-Durango, tre vittorie)

1ª tappa Vuelta a Burgos (Villasana de Mena > Villasana de Mena)
Classifica generale Vuelta a Burgos
Campionati spagnoli, Prova in linea Elite
- 2018 (Movistar Team, una vittoria)

Campionati spagnoli, Prova a cronometro Elite
- 2020 (Alé BTC Ljubljana, quattro vittorie)

Campionati spagnoli, Prova a cronometro Elite
Campionati spagnoli, Prova in linea Elite
1ª tappa Tour Cycliste Féminin International de l'Ardèche (Saint-Martin-d'Ardèche > Bourg-Saint-Andéol)
2ª tappa Tour Cycliste Féminin International de l'Ardèche (Saint-Georges-les-Bains > Font d'Urle)
- 2021 (Alé BTC Ljubljana, tre vittorie)

Campionati spagnoli, Prova a cronometro Elite
Campionati spagnoli, Prova in linea Elite
Giro dell'Emilia Internazionale Donne Elite
- 2022 (UAE Team ADQ, quattro vittorie)

3ª tappa Vuelta a Burgos (Medina de Pomar > Ojo Guareña)
Campionati spagnoli, Prova a cronometro Elite
Campionati spagnoli, Prova in linea Elite
Classic Lorient Agglomeration
- 2023 (Liv Racing TeqFind, una vittoria)

Campionati spagnoli, Prova in linea Elite
- 2024 (Liv AlUla Jayco, due vittorie)

2ª tappa Vuelta a Andalucía (Arjona > Otura)
Classifica generale Vuelta a Andalucía
- 2025 (Liv AlUla Jayco, una vittoria)

2ª tappa Tour de France (Brest > Quimper)

### Altri successi
- 2016 (Bizkaia-Durango)

Classifica a punti Vuelta a Burgos Feminas
Classifica scalatrici Vuelta a Burgos Feminas
GP Cantabria - Noja
1ª tappa GP Muniadona
Classifica generale GP Muniadona
Trofeo Gobierno de la Rioja
Zizurkil - Villabona Sari Nagusia
Trofeo Ria de Marin
- 2017 (Bizkaia-Durango)

GP Cantabria - Noja
Trofeo Gobierno de la Rioja
- 2018 (Movistar Team)

GP Cantabria - Noja
- 2019 (Movistar Team)

Classifica scalatrici Tour de Yorkshire Women's Race
Classifica scalatrici Tour Cycliste Féminin International de l'Ardèche
- 2021 (Alé BTC Ljubljana)

Classifica traguardi volanti Setmana Ciclista Valenciana
- 2022 (UAE Team ADQ)

Classifica scalatrici Vuelta a Andalucía
- 2024 (Liv AlUla Jayco)

Classifica a punti Vuelta a Andalucía

## Piazzamenti

### Grandi Giri
- Giro d'Italia

2016: 16ª
2018: 11ª
2020: 9ª
2021: 5ª
2022: 3ª
2023: 7ª
2024: 9ª
- Tour de France

2022: 10ª
2023: non partita (8ª tappa)
2024: 26ª
- Vuelta a España

2023: 9ª
2024: 20ª
2025: 18ª

### Classiche monumento
- Milano-Sanremo

2025: 28ª
- Liegi-Bastogne-Liegi

2017: 25ª
2018: ritirata
2019: 17ª
2020: 23ª
2021: 19ª
2022: 13ª
2023: 20ª
2024: 24ª

### Competizioni mondiali

#### Strada
- Campionati del mondo

Bergen 2017 - In linea Elite: 32ª
Innsbruck 2018 - Cronometro Elite: 30ª
Innsbruck 2018 - In linea Elite: 19ª
Yorkshire 2019 - Staffetta: 10ª
Yorkshire 2019 - In linea Elite: 25ª
Imola 2020 - In linea Elite: 18ª
Fiandre 2021 - In linea Elite: 29ª
Wollongong 2022 - In linea Elite: 25ª
Glasgow 2023 - In linea Elite: 10ª
Zurigo 2024 - In linea Elite: ritirata
- World Tour

2018: 57ª
2019: 37ª
2020: 19ª
2021: 22ª
2022: 13ª
- Giochi olimpici

Tokyo 2020 - In linea: 12ª
Tokyo 2020 - Cronometro: 23ª
Parigi 2024 - In linea: 6ª

#### Duathlon
- Campionati del mondo

Pontevedra 2014 - Elite: 17ª
Avilés 2016 - Elite: 3ª
Penticton 2017 - Elite: 2ª

### Competizioni continentali
- Campionati europei su strada

Plumelec 2016 - In linea Elite: 17ª
Plouay 2020 - In linea Elite: 41ª
- Campionati europei di duathlon

Alcobendas 2015 - Elite: 4ª
Soria 2017 - Elite: 2ª